# Qanat di Palermo

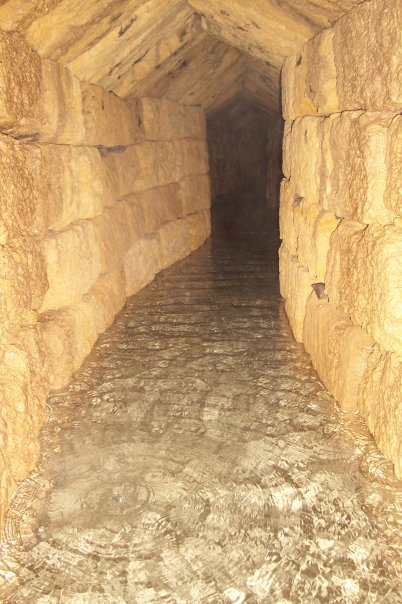
Qanat Gesuitico Basso

Il Qanat di Palermo sono un'enorme opera di ingegneria idraulica costruita sotto la città, a partire dall'epoca araba nel capoluogo siciliano.

## A Palermo
Si tratta di qanat (in arabo قنات‎?, qanāt): canali che, seguendo le particolari conformazioni del terreno e la morfologia friabile della roccia, vennero costruiti per portare acqua in superficie, intercettando le falde naturali del terreno. Questa tecnica, di origine persiana, veniva eseguita da particolari professionisti, chiamati muqanni.

Anche se ci si riferisce a tutti come qanat, in realtà esistono vari qanat a Palermo di diversi periodi lungo un grosso arco temporale che parte dalla dominazione araba ed arriva fino alla fine della dominazione normanna, i quali impararono molto dai loro predecessori. Attualmente sono tre i canali visitabili e vengono organizzate visite guidate da parte di speleologi. La differenza tra i qanat palermitani e orientali è l'assenza di un vero e proprio pozzo alimentatore, sostituito da un'estesa galleria ubicata a monte.

## Le camere dello Scirocco
Oltre a costituire una primaria fonte d'acqua molti qanat venivano utilizzati anche per rinfrescare gli ambienti durante i caldissimi giorni dello scirocco che affliggeva anche allora la città. Grazie ai particolari flussi d'aria, convogliati opportunamente, si poteva ottenere in essi una temperatura inferiore a quella dell'ambiente esterno.

## Alcuni qanat
- Gesuitico Alto: costruito nel XVI secolo da parte di Gerardo Alliata cavaliere di Malta. Visitabile;
- Gesuitico Basso (o Vignicella): scoperto casualmente nel 1979 durante i lavori di costruzione di uno stabile, ha una larghezza media di circa 80 cm. Il qanat è visitabile;
- Uscibene: dove è presente una particolare camera dello Scirocco. Il qanat è visitabile.